# كلية اللاهوت للشرق الأدنى
تقع كلية اللاهوت للشرق الأدنى في العاصمة اللبنانية بيروت، وهي مدرسة لاهوتية  بروتستانتية دينية تخدم الكنائس المسيحية في الشرق الأوسط وشمال إفريقيا، وتقوم بتعليم الطلاب الدوليين المهتمين بالدراسات التوراتية والإسلامية في السياق الشرق أوسطي أو المهتمين بالكنائس القديمة.

## الخلفية التاريخية
تأسست كلية اللاهوت للشرق الأدنى في العام 1932 عن طريق دمج مدرسة العمال الدينيين في بيروت ومدرسة الأديان في أثينا لتكون قائمة على التعليم اللاهوتي الإنجيلي في الشرق الأدنى والذي يرجع إلى عام 1835. في تلك السنة، أسس القس وليام تومسون الذي ألف كتاب «الأرض والكتاب» في بيروت أول معهد بروتستانتي في المنطقة. وفي العام 1843، انتقل المعهد إلى عباي في الجبل غير البعيد عن بيروت تحت رئاسة القس كرنيليوس فانديك الذي ترجم الإنجيل إلى اللغة العربية. وقدم المعهد دروسًا في اللاهوت والتعليم العام.
وفي العام 1866، تأسست الكلية البروتستانتية السورية والتي هي الآن الجامعة الأمريكية في بيروت لتتبع المعهد في عباي. ومع تأسيس الكلية، تقرر أن يُعنى المعهد فقط بالدراسات اللاهوتية بينما تقوم الكلية بالدراسات العامة. وفي السنوات اللاحقة، أصبح للكلية عدة مواقع، وانتقلت إلى بيروت في العام 1905.
وفي العام 1912 خلال فترة رئاسة المدير اف.أي. هوسكينز، تم بناء قاعة كولتون كهدية من السيد ميلتون كولتون من جينك تاون في بنسلفانيا على قطعة أرض بالقرب من وسط المدينة لتكون مقراً لكلية اللاهوت للشرق الأدنى حتى العام 1971.
وفي وقت مبكر من العام 1839، تم تقديم العلم اللاهوتي في المنطقة التي هي الآن تركيا تحت رئاسة القس سايروس هاملين التابع لمجلس المفوضين الأمريكي للبعثات الأجنبية في بيبك ومرزيفون ومرعش وهاربت. وبسبب الأحداث التي حلت بالسكان الأرمن في الامبراطورية العثمانية خلال الحرب العالمية الأولى، تم إغلاق ودمج هذه المعاهد لتصبح المدرسة الدينية في أسطنبول تحت رئاسة القس فريد جودسيل. وبعد الكارثة في إزمير عام 1922، انتقل الطلاب الأرمن واليونانيين مع الأستاذ لطفي ليفونيان إلى أثينا، وتم إغلاق فرع المعهد في إسطنبول عام 1925 ودمجت المؤسسات مع المدرسة الدينية في أثينا.
في عام 1930، اقترح المبشرون في الشرق الأدنى في مسعىً لتعزيز التعليم اللاهوتي في المنطقة توحيد المؤسسات اللاهوتية في أثينا وبيروت. وفي ربيع ذلك العام وبعد فترة من المفاوضات بين بعثة سوريا (المشيخية) وبعثة الشرق الأدنى (الطائفية) تم التوصل لاتفاق يقضي بدمج كلا المعهدين وتشكيل كلية اللاهوت للشرق الأدنى في بيروت. تم الانتهاء من عملية الدمج في تاريخ 11 تشرين الثاني من العام 1932، وتم تعيين غايوس جرينسلاد ولطفي ليفونيان عميدًا.
بعد الحرب العالمية الثانية، انضم إلى المجلسان الأرمنيان كل من السينودس الإنجيلي الوطني في سورية ولبنان واتحاد الكنائس الإنجيلية الأرمنية في الشرق الأدنى (1945) وأبرشية القدس للكنيسة الأسقفية (1950) والكنيسة اللوثرية في الأردن (1967).
في عام 1971، انتقل المعهد إلى مقره الجديد في مبنى حديث مجهز جيدًا على بعد عمارتين إلى الجنوب من الجامعة الأمريكية في بيروت في رأس بيروت. ويعود الفضل في هذا الإنجاز الكبير قبل كل شيء إلى الرئيس الراحل هوفانز أهارونيان الذي ترأس المعهد من العام وحتى تقاعده في تاريخ، وقد كان قبل ذلك قد خدم في وظائف أخرى لسنوات عديدة. وقد تم تعيين القس أهارونيان رئيسًا فخريًا بمناسبة تقاعده.
تركت الأحداث التي حصلت في السنوات الأخيرة في لبنان بصمتها على المجتمع بأكمله وعلى كل مؤسسات البلاد. وقد تأثرت كلية اللاهوت للشرق الأدنى سلبًا بذلك أيضًا، خصوصًا بفقدان أعضاء من الهيئة التدريسية وانخفاض أعداد الطلاب إلى الثلث. ومع ذلك، كانت الكلية قادرة على إبقاء أبوابها مفتوحة طوال تلك الأحداث، وتسعى الآن إلى إعادة بناء جسدها الطلابي والتواصل في اتجاهات جديدة. وكانت أول علامة على هذا التجديد هي المناهج الدراسية المنقحة لجميع البرامج العلمية والتي نفذت في شهر تشرين الأول من العام 1991. تعتبر المناهج الجديدة عبارة عن محاولة لتحديث الدروس ومتطلبات الدرجات العلمية المختلفة من أجل مواكبة التغيير في وضع الكنائس في المنطقة ولمواكبة التجديد العالمي الحاصل في التعليم اللاهوتي في جميع أنحاء العالم.

## لمحة عن الكلية
تعتبر كلية اللاهوت للشرق الأدنى معهدًا لتعليم اللاهوت للطلاب الجامعيين والخريجين، وتضم حوالي 40 طالبًا و7 من أعضاء هيئة التدريس المتفرغين و2 من غير المتفرغين. ومن البرامج التي تقدمها الكلية البكالوريوس في التربية المسيحية وبكالوريوس في الدراسات اللاهوتية وبرنامج دراسات عليا للوزارات التعليمية ودرجة بحثية في الدراسات العليا تم تأسيسها بالاشتراك مع كلية ماكورميك اللاهوتية في شيكاغو.
تقع الكلية في مبنى حديث مع فصول دراسية ومكاتب واستراحات لأعضاء هيئة التدريس والطلاب ومرافق لتناول الطعام ومحراب ومصلى ومقهى ومهاجع نوم لـ50 طالب وست شقق وصالة رياضية ومسرح قيد الإنشاء، وتحتوي المكتبة على 42000 مجلدًا باللغات العربية والأرمنية والإنجليزية والفرنسية والألمانية.

## العلاقة بالكنيسة
تحظى كلية اللاهوت للشرق الأدنى برعاية ودعم أربع كنائس بروتستانتية إنجيلية رئيسية في منطقة الشرق الأوسط وهي: السينودس الإنجيلي الوطني في سورية ولبنان واتحاد الكنائس الإنجيلية الأرمنية في الشرق الأدنى والكنيسة الأسقفية في القدس والشرق الأوسط والكنيسة الإنجيلية اللوثرية في الأردن والأراضي المقدسة. وتتشارك هذه الكنائس الأربع برعاية كلية اللاهوت للشرق الأدنى من قبل الأعضاء المنتسبين لها والذين يمثلون جميعًا مجلس الإدارة.